# La Digne-d'Aval
La Digne-d'Aval  es una pequeña localidad y comuna francesa, situada en el departamento del Aude en la región de Languedoc-Roussillon. 
Es el pueblo más situado en la zona más al sur del valle del Cougaing, río que desemboca en el río Aude en Limoux. El municipio se extiende sobre los 2 lados colindantes del valle. 
El centro de la población está construida circularmente, al estilo medieval. 
A sus habitantes se les conoce por el gentilicio Dignavallois.

## Demografía
| 164 | 164 | 193 | 307 | 422 | 493 |
| Para los censos de 1962 a 1999 la población legal corresponde a la población sin duplicidades (Fuente: INSEE [Consultar]) |     |     |     |     |     |

(Población sans doubles comptes según la metodología del INSEE).